# Coke Zero Sugar 400
La Coke Zero Sugar 400 è una gara automobilistica di 160 giri, per un totale di 400 miglia (640 km), della NASCAR Sprint Cup Series che si tiene il primo sabato sera di luglio, di solito nel weekend del Giorno dell'Indipendenza, sulla Daytona International Speedway. Sin dal 2008 è in vigore un contratto col quale la Coca-Cola è il fornitore ufficiale di bibite nelle strutture della International Speedway Corporation.
La gara, inizialmente, si svolgeva nelle ore diurne (tra le 10 o le 11 ora locale per evitare le temperature alte e il clima estremo pomeridiano estivo della Florida) ma, dopo che il Daytona International Speedway ha deciso di impiantare l'impianto luminoso, la NASCAR ha deciso di far svolgere la gara in notturna.
La prima edizione che si svolse in notturna fu quella del 1998 ma fu posticipata a causa degli incendi nella zona intorno al circuito.

## Televisione
La gara è trasmessa negli USA dall'emittente TNT.

## Edizioni
| Anno  | Giorno          | Data        | No. | Pilota              | Team                        | Costruttore | Distanza di gara | Distanza di gara | Durata gara | Velocità media (mph) |
| Anno  | Giorno          | Data        | No. | Pilota              | Team                        | Costruttore | Giri             | Miglia (km)      | Durata gara | Velocità media (mph) |
| ----- | --------------- | ----------- | --- | ------------------- | --------------------------- | ----------- | ---------------- | ---------------- | ----------- | -------------------- |
| 1959  | Sabato          | 4 luglio    | 3   | Fireball Roberts    | Jim Stephens                | Pontiac     | 100              | 250 (402.336)    | 1:46:42     | 140.581              |
| 1960  | Lunedì          | 4 luglio    | 47  | Jack Smith          | Jack Smith                  | Pontiac     | 100              | 250 (402.336)    | 1:42:09     | 146.842              |
| 1961  | Martedì         | 4 luglio    | 3   | David Pearson       | John Masoni                 | Pontiac     | 100              | 250 (402.336)    | 1:37:13     | 154.294              |
| 1962  | Mercoledì       | 4 luglio    | 22  | Fireball Roberts    | Banjo Matthews              | Pontiac     | 100              | 250 (402.336)    | 1:37:36     | 153.688              |
| 1963  | Giovedì         | 4 luglio    | 22  | Fireball Roberts    | Holman-Moody                | Ford        | 160              | 400 (643.737)    | 2:39:01     | 150.927              |
| 1964  | Sabato          | 4 luglio    | 47  | A. J. Foyt          | Ray Nichels                 | Dodge       | 160              | 400 (643.737)    | 2:38:28     | 151.451              |
| 1965  | Domenica        | 4 luglio    | 41  | A. J. Foyt          | Wood Brothers Racing        | Ford        | 160              | 400 (643.737)    | 2:39:57     | 150.046              |
| 1966  | Lunedì          | 4 luglio    | 98  | Sam McQuagg         | Ray Nichels                 | Dodge       | 160              | 400 (643.737)    | 2:36:02     | 153.813              |
| 1967  | Martedì         | 4 luglio    | 21  | Cale Yarborough     | Wood Brothers Racing        | Ford        | 160              | 400 (643.737)    | 2:47:09     | 143.583              |
| 1968  | Giovedì         | 4 luglio    | 21  | Cale Yarborough     | Wood Brothers Racing        | Mercury     | 160              | 400 (643.737)    | 2:23:30     | 167.247              |
| 1969  | Venerdì         | 4 luglio    | 98  | LeeRoy Yarbrough    | Junior Johnson & Associates | Ford        | 160              | 400 (643.737)    | 2:29:11     | 160.875              |
| 1970  | Sabato          | 4 luglio    | 27  | Donnie Allison      | Banjo Matthews              | Ford        | 160              | 400 (643.737)    | 2:27:56     | 162.235              |
| 1971  | Domenica        | 4 luglio    | 71  | Bobby Isaac         | Nord Krauskopf              | Dodge       | 160              | 400 (643.737)    | 2:28:12     | 161.947              |
| 1972  | Martedì         | 4 luglio    | 21  | David Pearson       | Wood Brothers Racing        | Mercury     | 160              | 400 (643.737)    | 2:29:14     | 160.821              |
| 1973  | Mercoledì       | 4 luglio    | 21  | David Pearson       | Wood Brothers Racing        | Mercury     | 160              | 400 (643.737)    | 2:31:27     | 158.468              |
| 1974  | Giovedì         | 4 luglio    | 21  | David Pearson       | Wood Brothers Racing        | Mercury     | 160              | 400 (643.737)    | 2:53:32     | 138.310              |
| 1975  | Venerdì         | 4 luglio    | 43  | Richard Petty       | Petty Enterprises           | Dodge       | 160              | 400 (643.737)    | 2:31:32     | 158.381              |
| 1976  | Domenica        | 4 luglio    | 11  | Cale Yarborough     | Junior Johnson & Associates | Buick       | 160              | 400 (643.737)    | 2:29:06     | 160.966              |
| 1977* | Lunedì          | 4 luglio    | 43  | Richard Petty       | Petty Enterprises           | Dodge       | 160              | 400 (643.737)    | 2:48:10     | 142.716              |
| 1978  | Martedì         | 4 luglio    | 21  | David Pearson       | Wood Brothers Racing        | Mercury     | 160              | 400 (643.737)    | 2:35:30     | 154.340              |
| 1979  | Mercoledì       | 4 luglio    | 21  | Neil Bonnett        | Wood Brothers Racing        | Mercury     | 160              | 400 (643.737)    | 2:18:49     | 172.890              |
| 1980  | Venerdì         | 4 luglio    | 15  | Bobby Allison       | Bud Moore Engineering       | Mercury     | 160              | 400 (643.737)    | 2:18:21     | 173.473              |
| 1981  | Sabato          | 4 luglio    | 27  | Cale Yarborough     | M.C. Anderson Racing        | Buick       | 160              | 400 (643.737)    | 2:48:32     | 142.588              |
| 1982  | Domenica        | 4 luglio    | 88  | Bobby Allison       | DiGard Motorsports          | Buick       | 160              | 400 (643.737)    | 2:27:09     | 163.099              |
| 1983  | Lunedì          | 4 luglio    | 21  | Buddy Baker         | Wood Brothers Racing        | Ford        | 160              | 400 (643.737)    | 2:23:20     | 167.442              |
| 1984  | Mercoledì       | 4 luglio    | 43  | Richard Petty       | Curb Racing                 | Pontiac     | 160              | 400 (643.737)    | 2:19:59     | 171.204              |
| 1985  | Giovedì         | 4 luglio    | 10  | Greg Sacks          | DiGard Motorsports          | Chevrolet   | 160              | 400 (643.737)    | 2:31:12     | 158.730              |
| 1986  | Venerdì         | 4 luglio    | 25  | Tim Richmond        | Hendrick Motorsports        | Chevrolet   | 160              | 400 (643.737)    | 3:01:56     | 131.916              |
| 1987  | Sabato          | 4 luglio    | 22  | Bobby Allison       | Stavola Brothers Racing     | Buick       | 160              | 400 (643.737)    | 2:29:00     | 161.074              |
| 1988  | Sabato          | 2 luglio    | 9   | Bill Elliott        | Melling Racing              | Ford        | 160              | 400 (643.737)    | 2:26:58     | 163.302              |
| 1989  | Sabato          | 1º luglio   | 28  | Davey Allison       | Robert Yates Racing         | Ford        | 160              | 400 (643.737)    | 3:01:32     | 132.207              |
| 1990  | Sabato          | 7 luglio    | 3   | Dale Earnhardt      | Richard Childress Racing    | Chevrolet   | 160              | 400 (643.737)    | 2:29:10     | 160.894              |
| 1991  | Sabato          | 6 luglio    | 9   | Bill Elliott        | Melling Racing              | Ford        | 160              | 400 (643.737)    | 2:30:50     | 159.116              |
| 1992  | Sabato          | 4 luglio    | 4   | Ernie Irvan         | Morgan-McClure Motorsports  | Chevrolet   | 160              | 400 (643.737)    | 2:20:47     | 170.457              |
| 1993  | Sabato          | 3 luglio    | 3   | Dale Earnhardt      | Richard Childress Racing    | Chevrolet   | 160              | 400 (643.737)    | 2:38:09     | 151.755              |
| 1994  | Sabato          | 2 luglio    | 27  | Jimmy Spencer       | Junior Johnson & Associates | Ford        | 160              | 400 (643.737)    | 2:34:17     | 155.558              |
| 1995  | Sabato          | 1º luglio   | 24  | Jeff Gordon         | Hendrick Motorsports        | Chevrolet   | 160              | 400 (643.737)    | 2:23:44     | 166.976              |
| 1996  | Sabato          | 6 luglio    | 4   | Sterling Marlin     | Morgan-McClure Motorsports  | Chevrolet   | 117*             | 292.5 (470.733)  | 1:48:36     | 161.602              |
| 1997  | Sabato          | 5 luglio    | 98  | John Andretti       | Cale Yarborough Motorsports | Ford        | 160              | 400 (643.737)    | 2:32:06     | 157.791              |
| 1998  | Sabato          | 17 ottobre* | 24  | Jeff Gordon         | Hendrick Motorsports        | Chevrolet   | 160              | 400 (643.737)    | 2:46:02     | 144.549              |
| 1999  | Sabato          | 3 luglio    | 88  | Dale Jarrett        | Robert Yates Racing         | Ford        | 160              | 400 (643.737)    | 2:21:50     | 169.213              |
| 2000  | Sabato          | 1º luglio   | 99  | Jeff Burton         | Roush Racing                | Ford        | 160              | 400 (643.737)    | 2:41:32     | 148.576              |
| 2001  | Sabato          | 7 luglio    | 8   | Dale Earnhardt Jr.  | Dale Earnhardt, Inc.        | Chevrolet   | 160              | 400 (643.737)    | 2:32:17     | 157.601              |
| 2002  | Sabato          | 6 luglio    | 15  | Michael Waltrip     | Dale Earnhardt, Inc.        | Chevrolet   | 160              | 400 (643.737)    | 2:56:32     | 135.952              |
| 2003  | Sabato          | 5 luglio    | 16  | Greg Biffle         | Roush Racing                | Ford        | 160              | 400 (643.737)    | 2:24:29     | 166.109              |
| 2004  | Sabato Domenica | 3–4 luglio* | 24  | Jeff Gordon         | Hendrick Motorsports        | Chevrolet   | 160              | 400 (643.737)    | 2:45:23     | 145.117              |
| 2005  | Sabato Domenica | 2–3 luglio* | 20  | Tony Stewart        | Joe Gibbs Racing            | Chevrolet   | 160              | 400 (643.737)    | 3:03:11     | 131.016              |
| 2006  | Sabato          | 1º luglio   | 20  | Tony Stewart        | Joe Gibbs Racing            | Chevrolet   | 160              | 400 (643.737)    | 2:36:43     | 153.143              |
| 2007  | Sabato          | 7 luglio    | 26  | Jamie McMurray      | Roush Fenway Racing         | Ford        | 160              | 400 (643.737)    | 2:52:41     | 138.983              |
| 2008  | Sabato          | 5 luglio    | 18  | Kyle Busch          | Joe Gibbs Racing            | Toyota      | 162*             | 405 (651.784)    | 2:55:23     | 138.554              |
| 2009  | Sabato          | 4 luglio    | 14  | Tony Stewart        | Stewart-Haas Racing         | Chevrolet   | 160              | 400 (643.737)    | 2:48:28     | 142.461              |
| 2010  | Sabato Domenica | 3–4 luglio* | 29  | Kevin Harvick       | Richard Childress Racing    | Chevrolet   | 166*             | 415 (667.878)    | 3:03:28     | 130.814              |
| 2011  | Sabato          | 2 luglio    | 6   | David Ragan         | Roush Fenway Racing         | Ford        | 170*             | 425 (683.971)    | 2:39:53     | 159.491              |
| 2012  | Sabato          | 7 luglio    | 14  | Tony Stewart        | Stewart-Haas Racing         | Chevrolet   | 160              | 400 (643.737)    | 2:32:14     | 157.653              |
| 2013  | Sabato          | 6 luglio    | 48  | Jimmie Johnson      | Hendrick Motorsports        | Chevrolet   | 161*             | 402.5 (647.76)   | 2:36:30     | 154.313              |
| 2014  | Domenica        | 6 luglio*   | 43  | Aric Almirola       | Richard Petty Motorsports   | Ford        | 112*             | 280 (450.616)    | 2:09:14     | 130.014              |
| 2015  | Domenica Lunedì | 5–6 luglio* | 88  | Dale Earnhardt Jr.  | Hendrick Motorsports        | Chevrolet   | 161*             | 402.5 (647.76)   | 2:58:58     | 134.941              |
| 2016  | Sabato          | 2 luglio    | 2   | Brad Keselowski     | Team Penske                 | Ford        | 161*             | 402.5 (647.76)   | 2:40:38     | 150.342              |
| 2017  | Sabato          | 1º luglio   | 17  | Ricky Stenhouse Jr. | Roush Fenway Racing         | Ford        | 163*             | 407.5 (655.807)  | 3:17:12     | 123.986              |
| 2018  | Sabato          | 7 luglio    | 20  | Erik Jones          | Joe Gibbs Racing            | Toyota      | 168*             | 420 (675.924)    | 3:13:12     | 130.435              |
| 2019  | Domenica        | 7 luglio*   | 77  | Justin Haley        | Spire Motorsports           | Chevrolet   | 127*             | 317.5 (510.967)  | 2:14:58     | 141.146              |
| 2020  | Sabato          | 29 agosto   | 24  | William Byron       | Hendrick Motorsports        | Chevrolet   | 164*             | 410 (659.831)    | 2:39:59     | 153.766              |
| 2021  | Sabato          | 28 agosto   | 12  | Ryan Blaney         | Team Penske                 | Ford        | 165*             | 412.5 (663.853)  | 2:54:03     | 142.201              |
| 2022  | Domenica        | 28 agosto*  | 3   | Austin Dillon       | Richard Childress Racing    | Chevrolet   | 160              | 400 (643.737)    | 2:52:44     | 138.942              |
| 2023  | Sabato          | 26 agosto   | 17  | Chris Buescher      | Roush Fenway Racing         | Ford        | 163*             | 407.5 (655.807)  | 2:34:22     | 158.389              |

### Piloti plurivincitori
| # Vittorie | Pilota             | Vittorie anni                |
| ---------- | ------------------ | ---------------------------- |
| 5          | David Pearson      | 1961, 1972, 1973, 1974, 1978 |
| 4          | Cale Yarborough    | 1967, 1968, 1976, 1981       |
| 4          | Tony Stewart       | 2005, 2006, 2009, 2012       |
| 3          | Fireball Roberts   | 1959, 1962, 1963             |
| 3          | Richard Petty      | 1975, 1977, 1984             |
| 3          | Bobby Allison      | 1980, 1982, 1987             |
| 3          | Jeff Gordon        | 1995, 1998, 2004             |
| 2          | A. J. Foyt         | 1964, 1965                   |
| 2          | Bill Elliott       | 1988, 1991                   |
| 2          | Dale Earnhardt     | 1990, 1993                   |
| 2          | Dale Earnhardt Jr. | 2001, 2015                   |

### Team plurivincitori
| # Vittorie | Team                                        | Vittorie anni                                        |
| ---------- | ------------------------------------------- | ---------------------------------------------------- |
| 9          | Wood Brothers Racing                        | 1965, 1967, 1968, 1972, 1973, 1974, 1978, 1979, 1983 |
| 7          | Hendrick Motorsports                        | 1986, 1995, 1998, 2004, 2013, 2015, 2020             |
| 6          | Roush Fenway Racing                         | 2000, 2003, 2007, 2011, 2017, 2023                   |
| 4          | Joe Gibbs Racing                            | 2005, 2006, 2008, 2018                               |
| 4          | Richard Childress Racing                    | 1990, 1993, 2010, 2022                               |
| 3          | Junior Johnson & Associates                 | 1969, 1976, 1994                                     |
| 3          | Petty Enterprises/Richard Petty Motorsports | 1975, 1977, 2014                                     |
| 2          | Banjo Matthews                              | 1962, 1970                                           |
| 2          | Ray Nichels                                 | 1964, 1966                                           |
| 2          | DiGard Motorsports                          | 1982, 1985                                           |
| 2          | Melling Racing                              | 1988, 1991                                           |
| 2          | Robert Yates Racing                         | 1989, 1999                                           |
| 2          | Morgan-McClure Motorsports                  | 1992, 1996                                           |
| 2          | Dale Earnhardt, Inc.                        | 2001, 2002                                           |
| 2          | Stewart-Haas Racing                         | 2009, 2012                                           |
| 2          | Team Penske                                 | 2016, 2021                                           |

### Costruttori plurivincitori
| # Vittorie | Costruttore | Vittorie anni |
| ---------- | ----------- | --- |
| 21         | Chevrolet   | 1985, 1986, 1990, 1992, 1993, 1995, 1996, 1998, 2001, 2002, 2004, 2005, 2006, 2009, 2010, 2012, 2013, 2015, 2019, 2020, 2022 |
| 21         | Ford        | 1963, 1965, 1967, 1969, 1970, 1983, 1988, 1989, 1991, 1994, 1997, 1999, 2000, 2003, 2007, 2011, 2014, 2016, 2017, 2021, 2023 |
| 7          | Mercury     | 1968, 1972, 1973, 1974, 1978, 1979, 1980                                                                                     |
| 5          | Dodge       | 1964, 1966, 1971, 1975, 1977                                                                                                 |
| 5          | Pontiac     | 1959, 1960, 1961, 1962, 1984                                                                                                 |
| 4          | Buick       | 1976, 1981, 1982, 1987 |
| 2          | Toyota      | 2008, 2018 |